# Catoramina
Catoramina is een monotypisch geslacht van kevers uit de familie van de klopkevers (Anobiidae).

## Soort
- Catoramina signata Pic, 1951